# أل فريزر
أل فريزر (بالإنجليزية: Al Frazier)‏ هو لاعب كرة قدم أمريكية أمريكي، ولد في 28 مايو 1935 في جاكسونفيل في الولايات المتحدة، وتوفي في 2 ديسمبر 2018.

## وصلات خارجية
- أل فريزر على موقع مرجع كرة القدم المحترفة.كوم (الإنجليزية)